# Мятеж (фильм, 1928)
«Мятеж» — советский фильм 1928 года режиссёра Семёна Тимошенко по одноимённому роману Дмитрия Фурманова.

## Сюжет
События фильма проходят в 1920 году в Средней Азии. Джаркентский батальон Красной Армии, расположенный в городе Верном (ныне — Алма-Ата), получает от М. В. Фрунзе приказ выступить в район Ферганы для борьбы с басмачами. Группа кулаков при поддержке местных купцов и баев подговаривает красноармейцев к мятежу. Мятежникам удаётся занять Верненскую крепость, в то время как военная помощь из Ташкента может прийти не ранее чем через две недели. Уполномоченный Реввоенсовета фронта Фурманов и группа коммунистов отправляются в мятежный батальон, где зачинщики мятежа арестовывают Фурманова и его бойцов и приговаривают их к расстрелу. Однако к месту казни вовремя подоспевают слушатели партийной школы и спасают арестованных.
Фурманов спешит за помощью в кавалерийский полк — и ровно в десять часов утра, как было предусмотрено приказом Фрунзе, батальон в боевой готовности выступает на борьбу с басмачами.

## В ролях
В фильме приняли участие:
| Актёр              | Роль                                  |
| ------------------ | ------------------------------------- |
| Петр Подвальный    | Фрунзе                                |
| Анатолий Алексеев  | Фурманов                              |
| Татьяна Гурецкая   | Ная Фурманова                         |
| Иван Развеев       | начдив Буров                          |
| Валерий Соловцов   | Винчецкий                             |
| Борис Бабочкин     | Караваев                              |
| Пётр Кириллов      | партизан Ерыськин                     |
| Николай Зименко    | Багаутдин Шегабутдинов (Шагабутдинов) |
| Пётр Кузнецов      | Семенчук                              |
| Аполлон Верин      | глава мятежников Чеусов               |
| Николай Павлов     | заведующий партшколой Колышев         |
| Рахим Пирмухамедов | Коканбай                              |